# Bedoesc
Bedoesc (en francès Bédouès) és un municipi del departament francès del Losera, a la regió d'Occitània.